# Piratula longjiangensis
Espèce
Synonymes
- Pirata longjiangensis Yan, Yin, Peng, Bao & Kim, 1997

Piratula longjiangensis est une espèce d'araignées aranéomorphes de la famille des Lycosidae.

## Distribution
Cette espèce est endémique du Heilongjiang en Chine,. Elle se rencontre dans le xian de Longjiang.

## Étymologie
Son nom d'espèce, composé de longjiang et du suffixe latin -ensis, « qui vit dans, qui habite », lui a été donné en référence au lieu de sa découverte, le xian de Longjiang.

## Publication originale
- Yan, Yin, Peng, Bao & Kim, 1997 : One new species of the genus Pirata from China (Araneae: Lycosidae). Korean Arachnology, vol. 13, no 2, p. 17-18.